# Georgetown (Texas)
Georgetown es una ciudad ubicada en el condado de Williamson, Texas, Estados Unidos. Tiene una población estimada, a mediados de 2021, de 75 420 habitantes.
Es la sede del condado.

## Geografía
La ciudad está ubicada en las coordenadas 30°40′5″N 97°41′55″O / 30.66806, -97.69861 (30.668136, -97.698744). Según la Oficina del Censo de los Estados Unidos, tiene una superficie total de 155.78 km², de la cual 149.81 km² corresponden a tierra firme y 5.97 km² son agua.

## Demografía

### Censo de 2020
Según el censo de 2020, en ese momento la ciudad tenía una población de 67 176 habitantes. La densidad de población era de 448.41 hab./km².
| Raza                   | Núm.   | Porc.  |
| ---------------------- | ------ | ------ |
| Blancos                | 49 656 | 73.92% |
| Afroamericanos         | 3190   | 4.75%  |
| Amerindios             | 447    | 0.67%  |
| Asiáticos              | 1392   | 2.07%  |
| Isleños del Pacífico   | 67     | 0.10%  |
| Otras razas            | 4078   | 6.07%  |
| De una mezcla de razas | 8346   | 12.42% |
| Total                  | 67 176 | 100%   |

Del total de la población, el 21.50% eran hispanos o latinos de cualquier raza.

### Censo de 2010
Según el censo de 2010, en ese momento había 47 400 personas residiendo en Georgetown. La densidad de población era de 365.2 hab./km². El 86.22% de los habitantes eran blancos, el 3.68% eran afroamericanos, el 0.57% eran amerindios, el 1.03% eran asiáticos, el 0.08% eran isleños del Pacífico, el 6.19% eran de otras razas y el 2.23% eran de una mezcla de razas. Del total de la población el 21.77% eran hispanos o latinos de cualquier raza.